# Originile românilor
Românii sunt, din punct de vedere etnografic, ansamblul vorbitorilor nativi ai limbii române (o limbă romanică, mai precis o limbă romanică orientală) care trăiesc în centrul, estul și sud-estul Europei.
Originile românilor sunt comune cu cele ale aromânilor, meglenoromânilor și istroromânilor și depășesc cadrul geografic/teritorial al României actuale, dar sunt disputate, existând mai multe teorii, unele care se exclud reciproc, interpretând diferit sursele arheologice și istorice. Niciuna dintre teorii nu poate explica exhaustiv și satisfăcător toate datele toponimice, lingvistice și etnografice.
Originile românilor reprezintă una dintre cele mai dezbătute probleme din istoriografia românească, deoarece este legată de contextul politic în care Românii și-au revendicat independența pe teritoriile locuite de ei, împotriva împărățiilor dominante (Austro-Ungaria și Imperiul țărist): istoricii români s-au străduit să demonstreze continuitatea românească în aceste teritorii, în timp ce istoricii austro-ungari (ulterior și germani) sau ruși (ulterior și din alte țări slave) se străduiau să o pună la îndoială. Studierea problemei etnogenezei, adică a originii oricărui popor, constă în determinarea următoarelor aspecte: când, unde, în ce condiții și din care influențe lingvistice, culturale și demografice s-a format comunitatea etnică respectivă? Aceste determinări se referă și la problema originii neamului românesc.

## Etnogeneza românească

Columna lui Traian

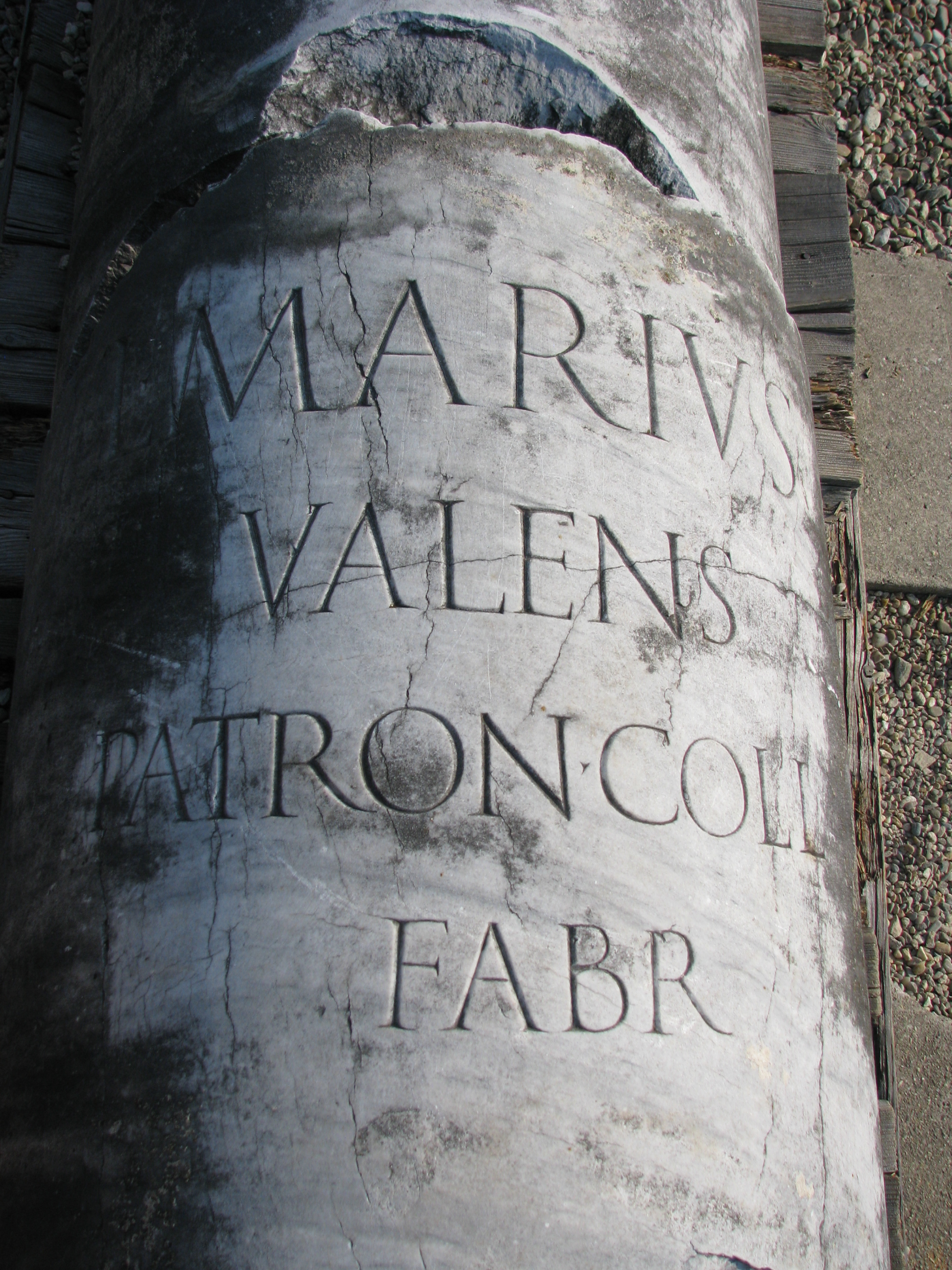
Inscripție de pe columna forumului din Colonia Dacica Sarmizegetusa

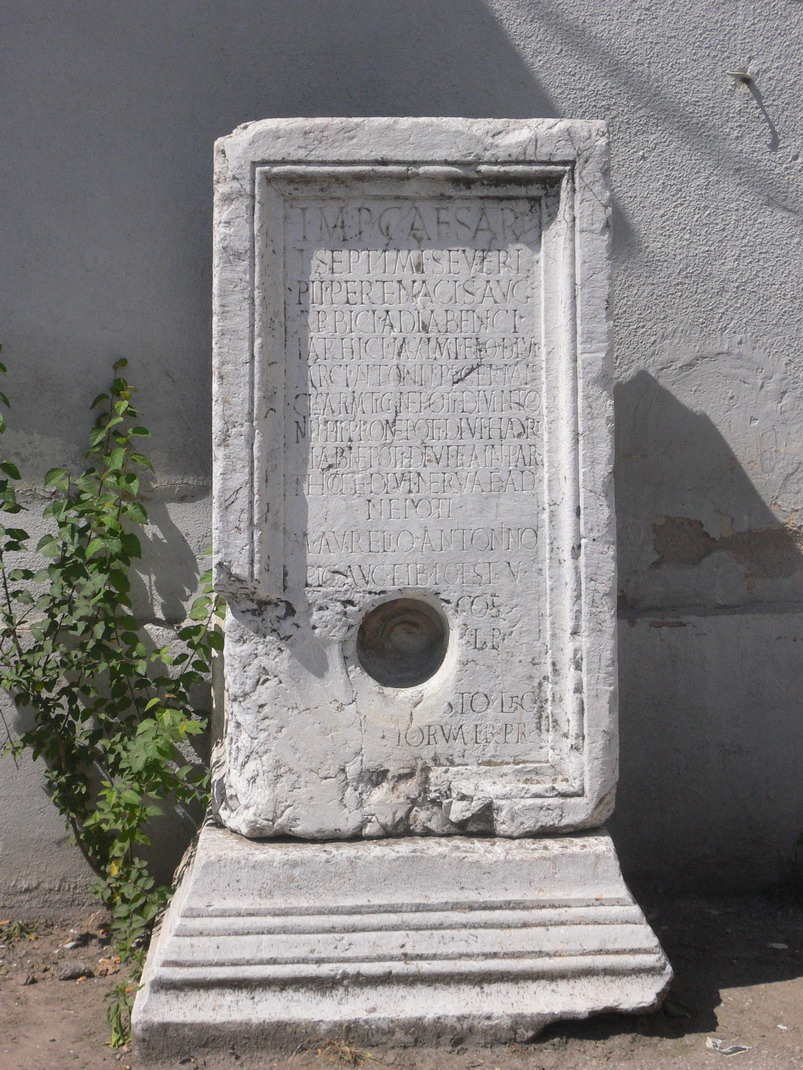
Inscripție latină târzie din Remesiana

### Istorie
În fața atacurilor repetate ale goților și carpilor, împăratul roman Aurelian s-a hotărât să abandoneze provincia romană Dacia. A scurtat frontierele imperiale și între anii 271-275, în două etape, armatele romane au părăsit partea nordică-Transilvania, apoi Banatul și Oltenia. Părăsirea provinciei de către armată și administrație au atras stingerea rapidă a vieții urbane și, implicit, declinul activităților economice, precum și retragerea în așezările rurale. 
Pentru a acoperi rușinoasa acțiune de părăsire a Daciei, Aurelian a înființat o nouă provincie-Dacia Aureliană, formată din partea de răsărit a Moesiei Superior și din partea de apus a Moesiei Inferior. Aceasta a fost împărțită în Dacia Ripensis (cu capitală la Rariara) și Dacia Mediteraneană (cu capitală la Serdica). 
După retragerea romană din 271, legăturile cu Imperiul Roman aflat la sud de Dunăre nu au fost rupte. Cetățile și orașele de pe malul stâng al Dunării s-au aflat în atenția împăraților Dioclețian, Constantin cel Mare și Iustinian. Romanizarea a fost continuată de soldații romani, negustorii și misionarii creștini, veniți din imperiu. 
Continuitatea este atestată de descoperirile arheologice din spațiul vechii Dacii. Inscripțiile din secolul IV atestă că limba latină era vorbită în continuare în Dacia după retragerea aureliană. Donariul de la Biertan din județul Sibiu, relicvă creștină din secolul IV, conține inscripția latină: "Ego Zenovius votum posui" (Eu, Zenoviu, am depus darul), fiind o altă dovadă a vorbirii limbii latine în Dacia, după 271. Retragerea nu a lăsat fosta provincie fără structura politică, formându-se pe teritoriul fostei colonii așa-numitele "obști sătești".
Până în 313, creștinismul a pătruns în Dacia și Moesia, răspândit de misionari creștini, contribuind la strângerea legăturilor daco-romanilor cu romanitatea sud-dunăreană și la continuarea romanizării în regiunile nord-dunărene. 
Prezența creștinismului pe teritoriul Daciei este dovedit de numeroasele descoperiri: opaițe cu semnul crucii, basilici ca cele de la Sucidava din secolul VI, Tomis (secolele IV-VI).
Au apărut treptat episcopate ca Justiniana Prima sau Tomis. Originea latină a creștinismului românesc este dovedită de termenii creștini din limba latină: Dumnezeu-Domine Deus, cruce, creștin, înger, biserica-basilica.
Timp de aproape un mileniu (sec. III-XIII), actualul spațiu românesc a fost străbătut de popoarele migratoare. Între 275-566, au venit popoarele germanice și hunii. 

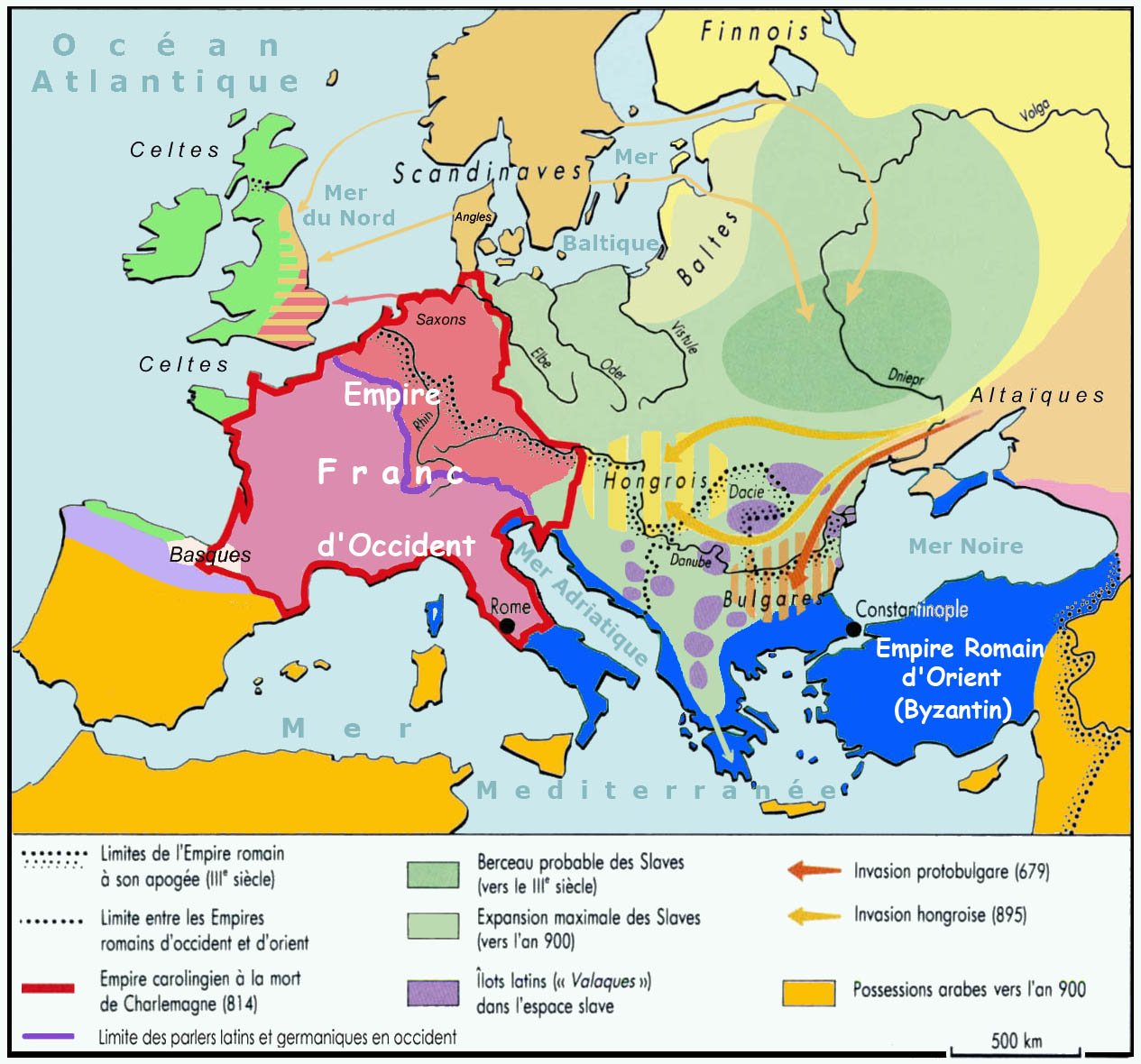
Insule de latinitate (valahii) in spațiul slavic, la nord și la sud de Dunăre, în jurul anului 900

Între secolele V-VII, slavii au năvălit în Moldova, Muntenia și Transilvania. Slavii au tradus în limba slavă toponime, hidronime și au determinat modificări fonetice și de vocabular. Nu au modificat însă caracterul fundamental al limbii române, fiind 60% latin și dominat de structura gramaticală latină. 
După anul 602, slavii au staționat la sud de Dunăre, în Imperiul Bizantin. Aceștia, și apoi bulgarii, au separat latinitatea din Peninsula Balcanică de cea nord-dunăreană. În dreapta fluviului, populația romanică a fost asimilată în mare parte de slavi, exceptând romanicii din zonele montane, care au primit numele de vlahi. În schimb, la nord de Dunăre procesul a fost invers: populația daco-romană, mai numeroasă, a asimilat populația slavă.
Ulterior, au venit pecenegii și cumanii. Între 1241-1242, au venit tătarii.
Amestecul dacilor, romanilor și popoarelor migratoare s-a desfășurat pe ambele maluri ale Dunării, în decursul a mai multor secole. 
3500 de inscripții latine descoperite în Dacia, raportate la cele 40 în limba greacă sau cele 7 în limba siro-palmireană, demonstrează preponderența absolută a limbii latine în provincia Dacia. Latina era limba administrativă, vorbită de armată, dar și în comerț. Era limba comună, singurul mijloc de înțelegere pentru diferitele grupuri etnice din provincie și pentru comunicare cu exteriorul. Numeroase argumente: toponime și hidronime ce au rămas până astăzi (Donaris, Mariș, Alutus), mormintele cu inventar daco-român, cuptoarele de olărit, tezaurele monetare, obiectele paleocreștine sau studiul limbii române. Cercetările arheologice de la Țaga (Cluj), Cipău (Mureș) și Brateiu (Sibiu) au dovedit prezența autohtonilor stabiliți în Dacia. La sfârșitul secolului V, procesul romanizării a luat sfârșit. Formarea poporului român s-a încheiat în sec. VIII-IX. În izvoarele străine apar primele mențiuni despre români, fiind denumiți vlahi, valahi, volohi, blachi.

### Teoria continuității
Este teoria cea mai larg acceptată de către istoricii români ca explicație a disputatei origini a românilor.
Unul din motivele cuceririi Daciei a fost exploatarea aurului și a altor minereuri, pentru care Roma a făcut mari investiții în orașe și drumuri: chiar dacă a fost constrânsă să-și retragă suprastructura costisitoare (legiunile și administrația) este puțin verosimil să se fi retras toată populația (așa cum scrie Eutropius), astfel că romanica orientală a putut rămâne aici „lingua franca”. 
Dacia a rămas sub ocupație romană timp de 150 de ani. Formarea poporului român a reprezentat un proces complex și de lungă durată, proces la care au contribuit o serie de factori: statalitatea dacică și creșterea puterii acesteia, cucerirea Daciei de către romani, colonizarea și romanizarea intensivă, continuitatea populației daco-romane pe fundalul năvălirilor populațiilor migratoare și răspândirea creștinismului. Conform informațiilor scriitorilor romani cum ar fi Cassius Dio, dacii ar fi supraviețuit în urma războaielor cu romanii,fiind supuși. Frescele de pe Columna lui Traian, numele dacice din inscripțiile latine din Dacia Romană, consemnarea revoltelor dacilor cuceriți și descoperirile arheologice confirmă teoria continuității. 
Romanizarea Daciei a fost începută în urma contactelor dintre daci și romani în perioada anterioară ocupației, desfășurată apoi cu o mare intensitate în perioada stăpânirii romane și continuată chiar după retragerea aureliană. 
Ulterior, din cauza năvălirilor "barbare", administrația romană și armata au abandonat și evacuat Dacia. Nu au rămas urme materiale care să indice evacuarea populației. 
Sunt aduse argumentele filologice: toponimele latine ale râurilor (Argeș, Buzău, Criș, Dunărea, Mureș, Nistru, Olt, Prut, Siret, Someș, Timiș, Tisa etc., toate, nume atestate înainte de cucerirea romană), originea latină a multor cuvinte, numele voloh pe care slavii orientali l-au dat românilor, în timp ce slavii sudici i-au numit vlahi. Misionarii care au predicat în nordul Dunării folosind limba latină împreună cu inscripțiile creștine scrise tot în limba latină atestă existența unei populații romanice.
Descoperirile arheologice și urmele materiale atestă continuitatea populației daco-romane, păstrarea riturilor funerare, circulația monetară. 
Teoria continuității a evoluat în epoca modernă în funcție de politică, lucru care a influențat intelectualitatea românească. Temele principale au fost originea și rolul romanilor, dacilor și slavilor în formarea poporului român, spațiul geografic al etnogenezei românilor.
Vezi și Vladimir Iliescu, Die Räumung Dakiens im Lichte der Schriftquellen în  Dacoromania 1, 1973, Karl Albert Verlag,  Freiburg i. Br, p.6-27 precum și celelalte articole din volumul citat. Vezi de asemenea Vladimir Iliescu, Romania du Sud - Est  în Romanische Sprachgeschichte, ed. G. Ernst, M-.D. Gleßgen, Chr. Schmitt, W. Schweikard, Vol. 2, Art. Nr. 101, Walter de Gruyter, Berlin-New York, 2006, p.1153-1167. Concluziile acestor lucrări au fost confirmate de Cambridge Ancient History, ed. 2, 2005, vol. XII, p. 53 și urm.

#### Romanitatea românilor în viziunea istoricilor străini

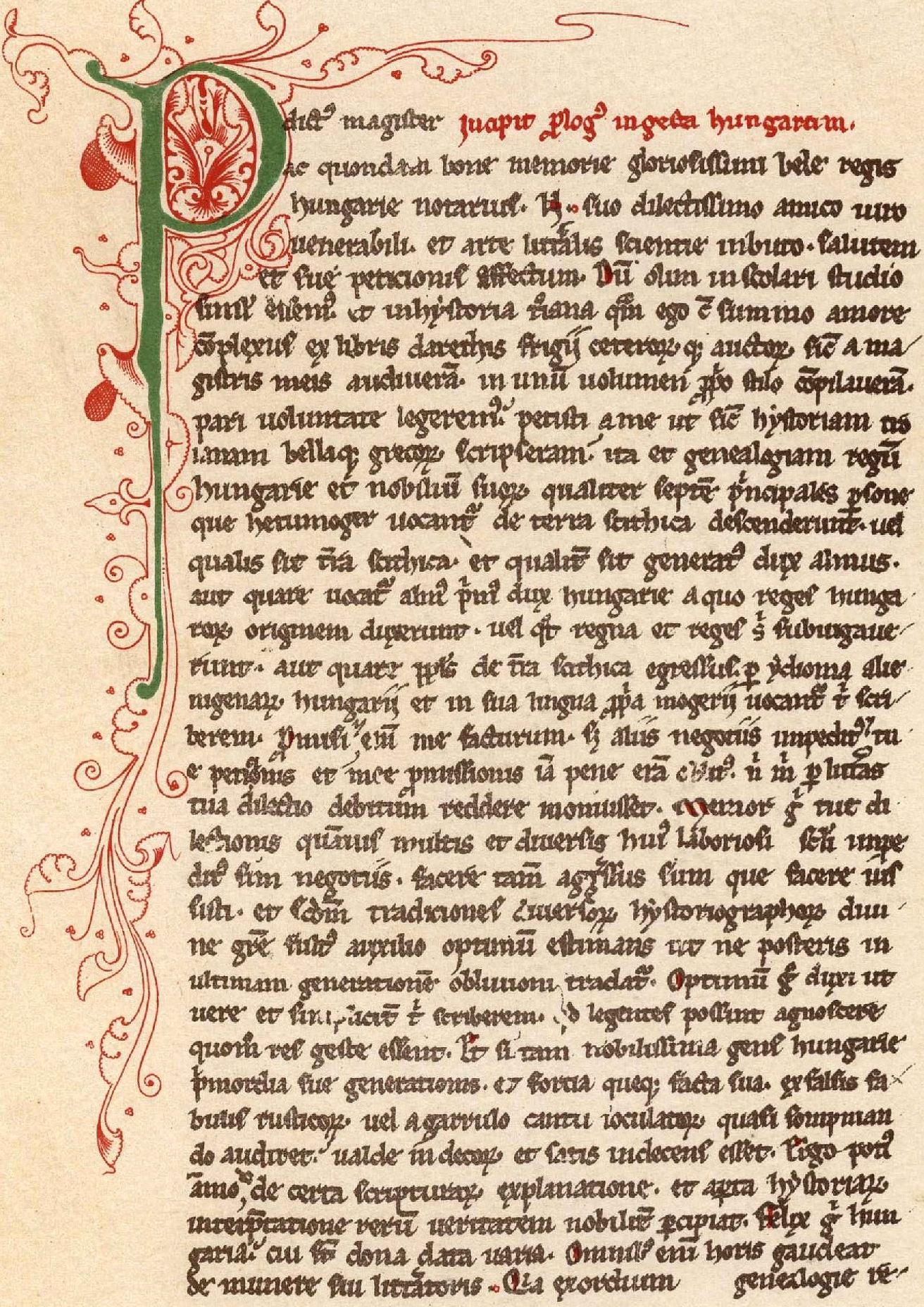
Gesta Hungarorum Anonymous

Prima mențiune documentară a românilor datează din anul 980 într-o scrisoare a împăratului bizantin Vasile al II-lea Macedoneanul, unde sunt menționați vlahii. Următoarea menționare datează din 1020, într-un act emis de același împărat. Împăratul Constantin VII Porfirogenetul a amintit de așezarea slavilor în Balcani, înfățișând întrepătrunderea lumii slave cu cea românească, numindu-i pe cei din urmă cu termenul de romani, în vreme ce pentru bizantini utilizează denumirea de romei. Tratatul geografului persan Gardizi-Podoaba Istoriilor, scris la mijlocul secolului XI oferă informații despre originea poporului român. În a două jumătate a secolului IX, cronicarul thessaliot Kekaumenos a afirmat că vlahii balcanici erau urmașii dacilor, care trăiau pe Dunăre și pe Sava. Consemnează că s-au revoltat împotriva bizantinilor și s-au retras în Epir, Macedonia și Grecia. Lucrarea să a avut o difuzare restrânsă și a fost pusă în circulație târziu. Ioan Kynnamos, secretar al împăratului Manuel Commenul, a descris o campanie bizantină împotriva maghiarilor în 1167, în care cronicarul afirmă că vlahii sunt coloni veniți demult din Italia. 
După formarea Țaratului Vlaho-Bulgar, originea română a vlahilor a fost dezbătută între Papa Inocențiu al III-lea și Țarul Ioan Asan I  în anii 1202-1204. 
Anonymus sau Simon de Keza au afirmat originea latină a românilor, în cronicile lor anterioare întemeierii țărilor române, nu s-a sesizat un ton de ostilitate față de români și că statul ungar nu suprimase încă autonomiile locale, iar românii din Transilvania nu erau excluși din drepturi. 
Limba română similară cu limba latină, așezarea geografică a românilor, i-a determinat pe autorii care au studiat textele latine despre războaiele daco-romane să confere originea romană a poporului român. Poggio Bracciolini este primul umanist italian care afirmă originea latină a poporului român și continuitatea elementului roman în țările române, și a argumentat latinitatea limbii române cu probele culese direct din spațiul românesc. 
Enea Silvio Picolomini (Papa Pius al II-lea) a afirmat originea latină a românilor, culegându-și informațiile de la misionarii dominicani și franciscani. 
Demetrie Chalcocondil și cu Laonic Chalcocondil au expus știri despre români. 
Antonio Bonfinius a amintit în câteva locuri originea latină a românilor-românii urmașii coloniei și ai legiunilor romane din Dacia și invocă ruinele și inscripțiile române, toponimele, Corvineștii și numele poporului român. 
Cele mai vechi cronici maghiare păstrate (sec. XII-XIII) afirmă că atunci când maghiarii au sosit în Pannonia, zonele învecinate erau locuite de „blaki”, „blahi” sau „blazi” (vlahi = români).
Istoricul Lucien Musset a scris că latinitatea Europei centrale din Suabia până în Transilvania ar trebui să fie privită ca un întreg; părțile occidentale au fost germanizate, cele din mijloc maghiarizate și numai cele din est și sud (România) și-au menținut latinitatea
Alți istorici străini susținători ai teoriei continuității: împăratul austriac Iosif II (considera că românii sunt "cei mai vechi și cei mai numeroși locuitori ai Transilvaniei"), istoricul englez Edward Gibbon (afirma că Dacia a continuat să fie locuită de daci și după cucerirea ei de către romani), istoricul saș J. Troester (susținea că românii sunt "cei mai vechi locuitori ai Transilvaniei").

#### Romanitatea românilor în viziunea istoricilor din spațiul românesc

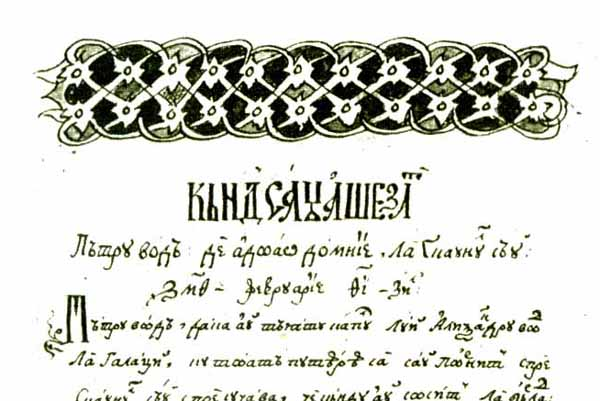
Letopisetul lui Ureche

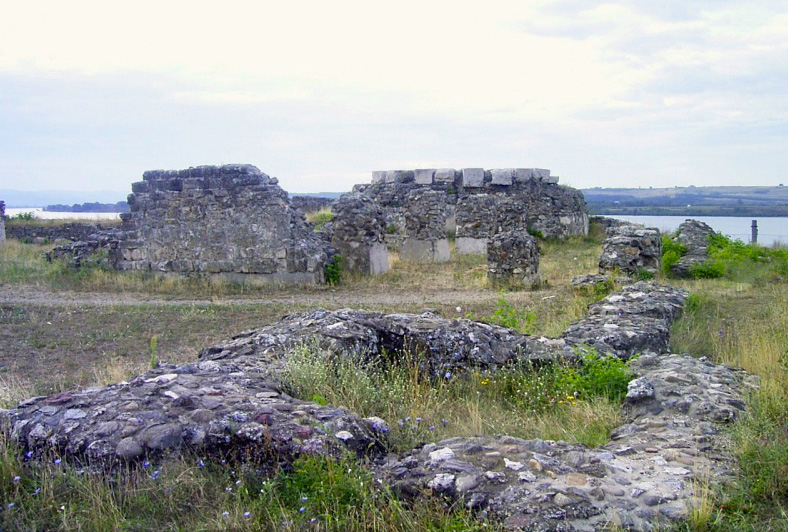
Turnu Severin, vechea Drobeta

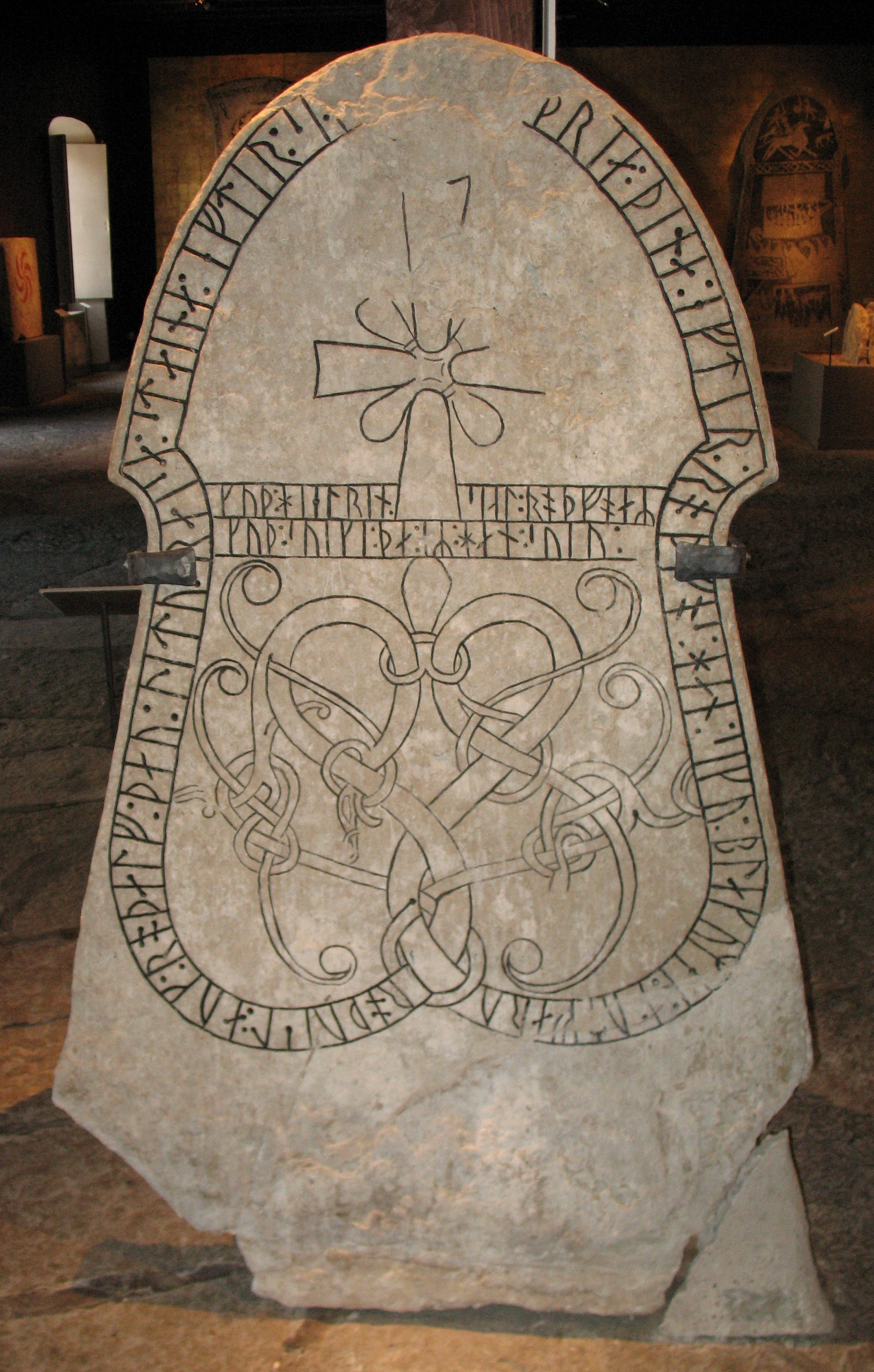
Piatră runică din secolul XI

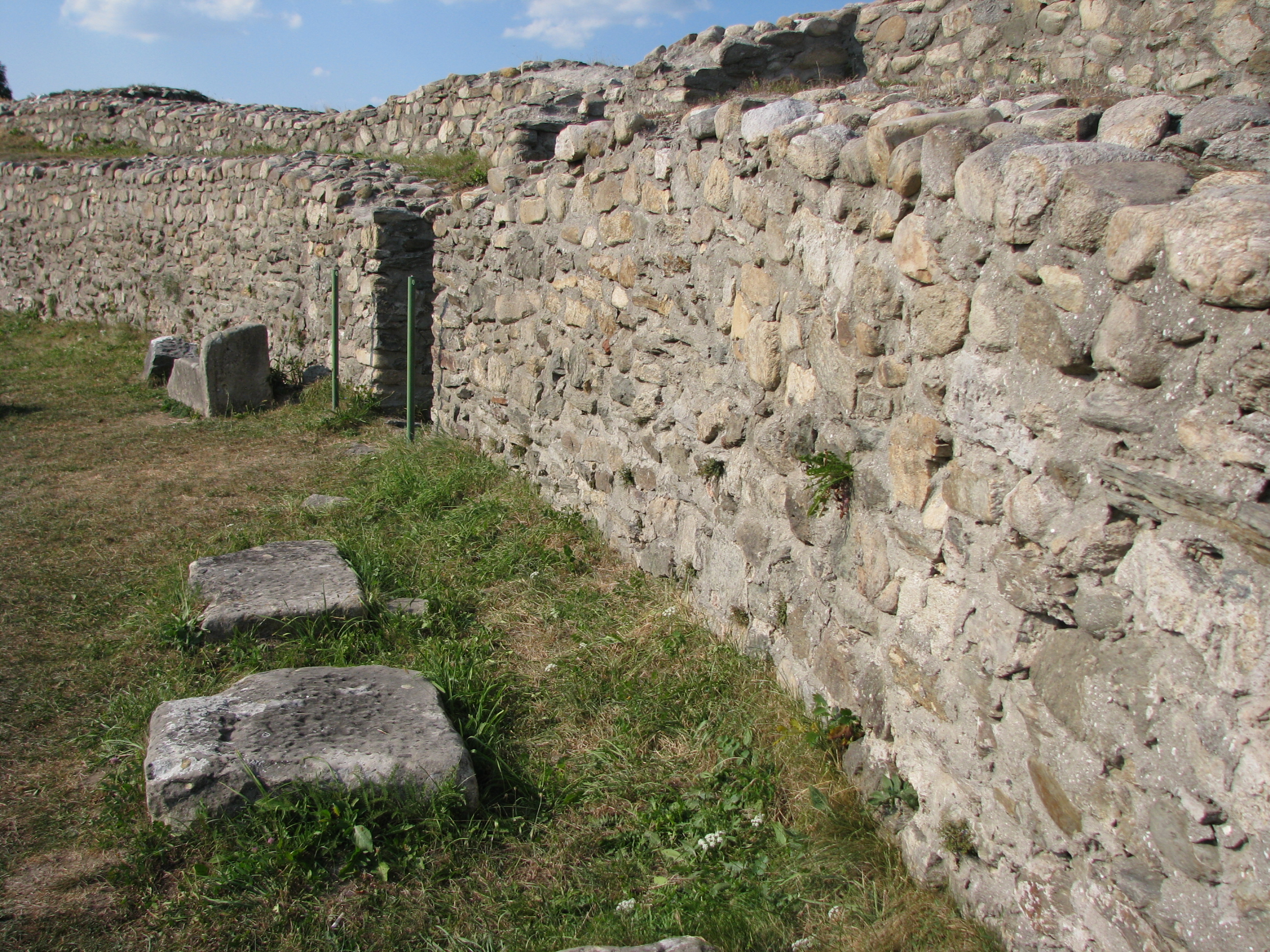
Amfiteatrul roman de la Sarmizegetusa

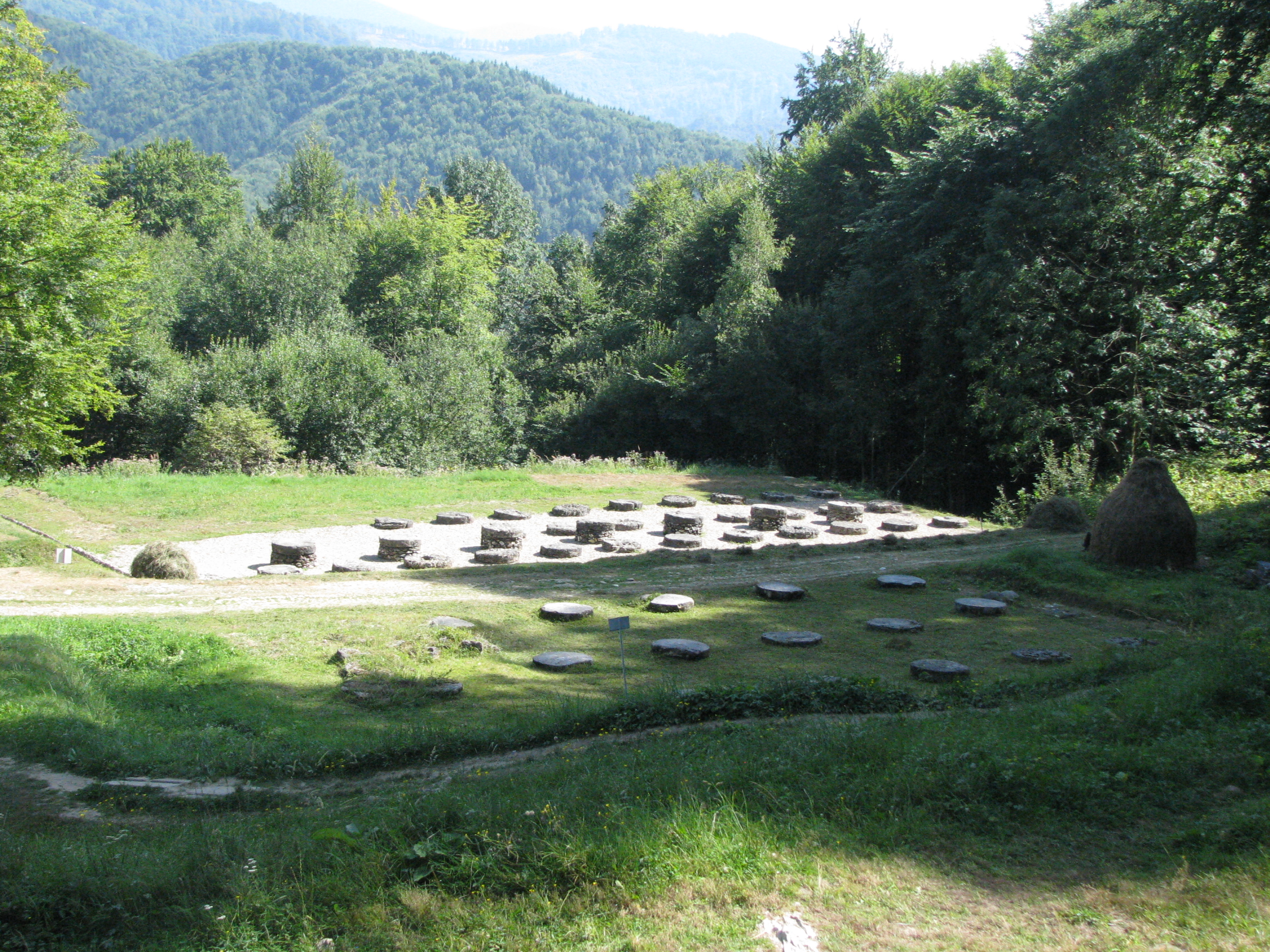
Ruine de la Sarmizegetusa Regia

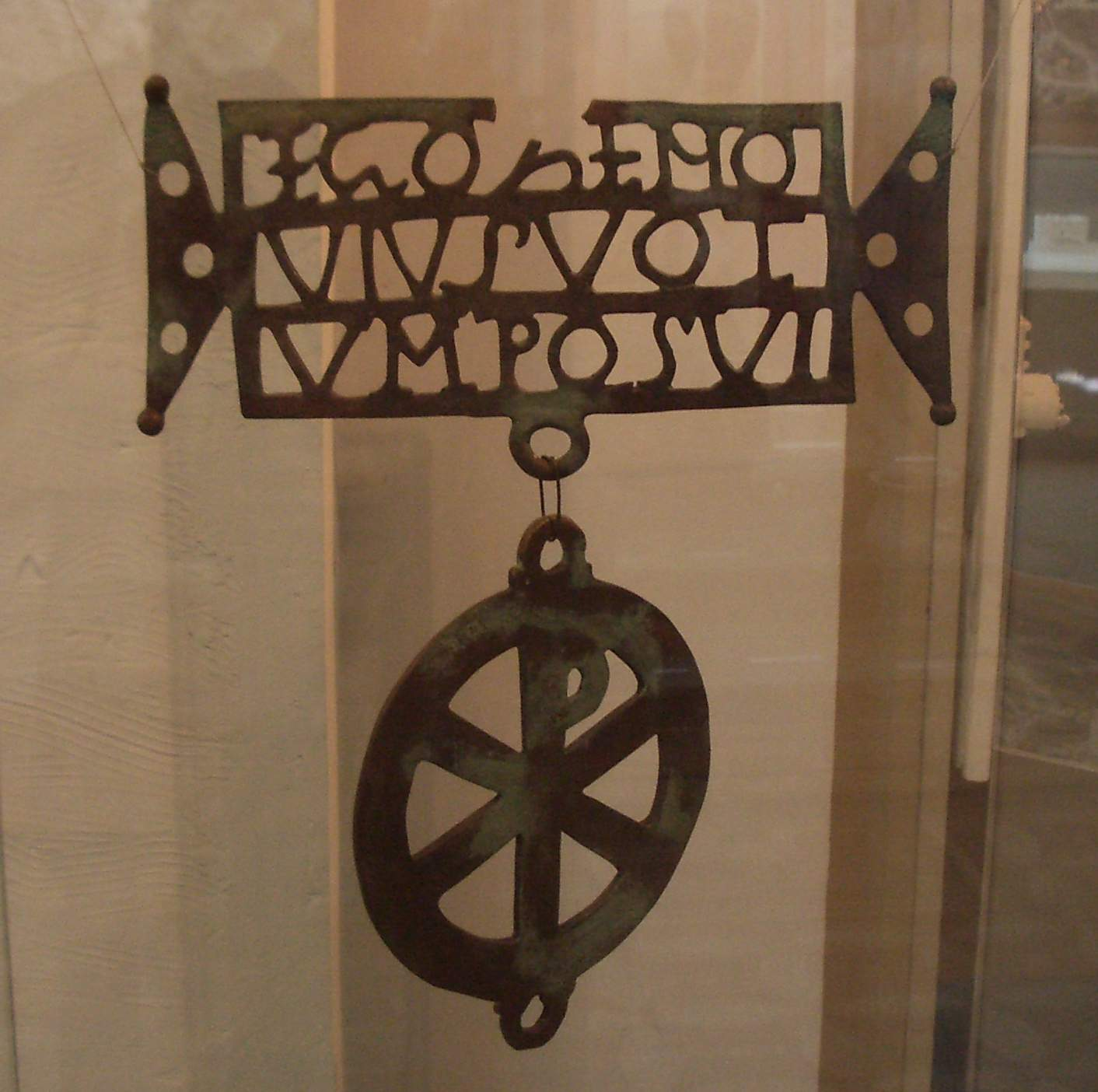
Donarium de la Biertan

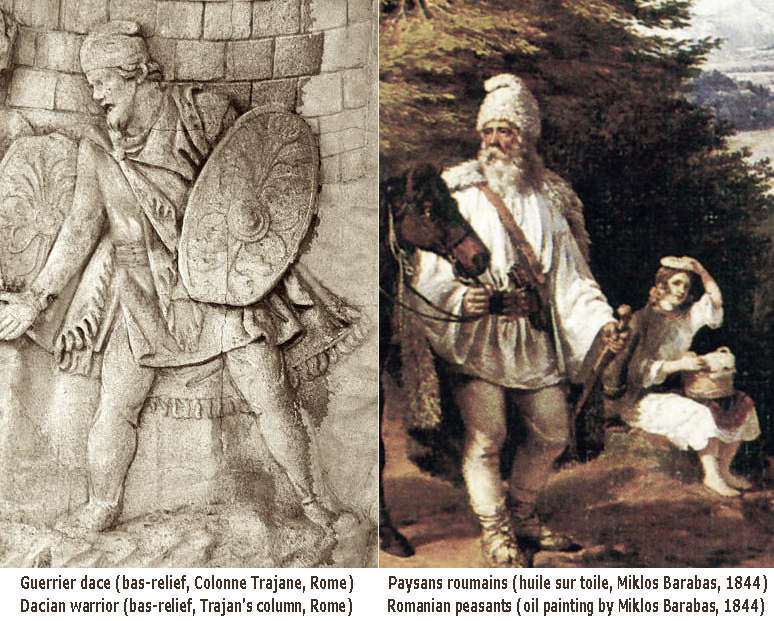
Războinic dac, țărani români

În secolul al XVI-lea, Nicolaus Olahus, un umanist faimos la nivel european, a susținut latinitatea românilor.
Primul cronicar român care a consemnat originea latină a românilor a fost Grigore Ureche la mijlocul secolului XVII, urmat de Miron Costin cu lucrarea "De neamul moldovenilor". Ambii cronicari au studiat în Polonia, cunoșteau limba latina și au intrat în contact cu literatura străină care afirmă originea latină a românilor. În secolul al XVII-lea, când cronicile erau scrise în limba română, originea română conferea noblețe și prestigiu Țărilor Române, ridicând moralul populației aflate sub dominația otomană.
Dimitrie Cantemir a susținut originea latină a românilor și i-a înfruntat pe scriitorii care contestau continuitatea latină. Către sfârșitul secolului al XVIII-lea, Inocențiu Micu-Klein și corifeii Școlii Ardelene i-au preluat ideile, folosindu-le în lupta pentru emancipare.
Stolnicul Constantin Cantacuzino (1640-1714) în lucrarea „Istoria Țării Românești” afirmă existenței conștiinței romanității la români, susținând că românii cred că sunt urmași ai romanilor și se mândresc cu această descendență glorioasă.
Reprezentanții Școlii Ardelene s-au pronunțat pentru originea latină a poporului român, dar au susținut dispariția prin exterminare și alungare a dacilor. Susțin că nu au găsit compatibilități dintre civilizația romană și daci. 
Aceștia au pus bazele școlii latiniste, care din Transilvania și-a schimbat nucleul spre cele două principate. 
August Treboniu Laurian susținea că istoria românilor începea cu fondarea Romei. Școală latinistă a publicat în 1871 și 1876 un dicționar în două volume și un glosar al limbii române, latinizată. Dicționarul a declanșat reacții împotriva stâlcirii limbii române. 
Lumea științifică română nu mai contesta originea romană, acceptând că majoritatea coloniștilor aduși în Dacia cucerită proveneau din diverse părți ale imperiului, că nu erau doar cetățeni romani și nici de sânge roman), limba comună fiindu-le tuturor coloniștilor latină. În acest mediu multietnic, latina fiind singură limba de comunicare, a obținut poziția dominantă („lingua franca”). 
A fost dezbătută poziția dacilor în discuțiile despre etnogeneza românească. Din 1857, Ion Constantin Brătianu se pronunță pentru o origine comună din romani, traci și celți. 
Bogdan Petriceicu Hasdeu a publicat în 1860 un articol intitulat „Perit-au dacii?” în care demonstra exagerările școlii ardelene și a urmașilor ei. După 1870-1880, dacii încep să ocupe un loc tot mai important în cercetarea originilor poporului român. 
Majoritatea istoricilor ca Nicolae Iorga sau Alexandru D. Xenopol au susținut ca dacii au avut o pondere limitată în etnogeneza românească. 
Spre sfârșitul secolului al XIX-lea se acceptă în continuare originea romană, însă după câștigarea independenței, când statul român era un regat recunoscut pe plan internațional și nu mai era nevoie de legitimitate, dacismul a câștigat teren, mai ales în perioadele regimurilor extremiste de dreapta și de stânga. În prezent, pentru majoritatea contemporanilor, dacii au fost strămoșii românilor. 
S-a dezbătut de asemenea și rolul slavilor în etnogeneza românească, însă în secolul al IX-lea, rolul slavilor era minimalizat. Românii erau formați ca popor când au intrat în contact cu slavii, singurul efect fiind preluarea unor termeni slavi. 
Cum Școală latinistă a publicat un dicționar al limbii române latinizate, în 1870-1879, Alexandru Cihac a publicat un dicționar al limbii române, în care 2/5 din vocabularul român erau cuvinte slave. 
Ioan Bogdan a susținut rolul slavilor în etnogeneza română, iar istorici ca Petre P. Panaitescu sau Constantin C. Giurescu au fost favorabili influenței slave în limba română și instituțiile române. 
În perioada stalinistă, când influență sovietică era majoră, rolul slavilor în etnogeneza românească a luat amploare. În perioada național-comunismului ceaușist, dacilor le-a fost conferit rolul fondator al poporului român.

### Teoriile derivate
Sunt teorii derivate ca cele emise de Școală protocronistă care afirmă că Dacia a fost nucleul „vetrei străromâne”, că procesul de romanizare i-ar fi cuprins și pe „dacii liberi”. Populațiile romanice din sudul Dunării ar fi provenite din migrații nord-sud, din Dacia spre Balcani (teorie adoptată de unii istorici iugoslavi, bulgari, iar mai recent sârbi și macedoneni). Școală protocronistă emite și opinia că vlahii (românii) de la nord de Dunăre ar fi o ramură veche aparținând populației dace din rândul căreia s-ar fi desprins (migrând spre Italia) latinii care a format imperiul Roman. Daco-vlahilor li s-ar fi alăturat coloniștii români care s-au așezat în Dacia.
Prin schimburile comerciale și statutul de „lingua franca” al limbii latine în zona, procesul de romanizare s-a putut întinde mult peste hotarele Imperiului Roman, așa cum astăzi limba engleză și modul de viață european au cuprins majoritatea lumii, depășind mult limitele fostului imperiu britanic. 

#### Contraargumente
Însă, Dacia nu a fost sub stăpânire romană decât circa 170 de ani, pe când Moesia și Scythia minor au fost sub stăpânire romană (incluzând Imperiul Roman de Răsărit) circa șase secole. Nu există dovezi că procesul de romanizare i-ar fi cuprins și pe „dacii liberi”. Exceptând o relatare a lui Eutropius, nu există dovezi că s-ar fi produs migrații de populații romanice nord-sud, din Dacia spre Balcani. Școala protocronistă nu este socotită de nicio instituție academică sau universitară ca fiind o școală istorică (adică respectând regulile cercetării științifice în domeniul arheologiei și istoriei) ci ca o școală literară (adică în care inspirația și ideile autorilor „nu dau socoteală realității” și „pornesc de la un postulat pentru a interpreta faptele, în loc să pornească de la fapte pentru a elabora o explicație” – conform expresiei lui Florin Constantiniu).

### Teoria migrației din Sud spre Nord
La sfârșitul secolului al XVI-lea, un învățat maghiar din Transilvania, cancelarul Farkas Kovacsocsy emite pentru prima dată teoria imigraționistă în privința etnogenezei românești. Sub formă unui dialog, a combătut originea latină a românilor ardeleni cu starea inferioară a populației românești din Transilvania. 
István Szamosközy a negat continuitatea română în lucrările sale istorice în timpul lui Mihai Viteazul. 
Dalmaținul Ioan Lucius a afirmat în 1666 că bulgarii au strămutat populația română din sud în nordul Dunării. 
La sfârșitul secolului XVII, cronicarul Martin Szentivanyi a emis ideea că doar românii din Țară Românească și din Moldova erau urmașii romanilor, iar cei din Transilvania s-au stabilit treptat. 
Franz Josef Sulzer a pledat împotriva continuității într-o lucrare apărută la Viena între 1781-1782 despre țările locuite de români. A susținut că românii s-au format în sudul Dunării, de unde s-au îndreptat spre nord în două etape. Conform ideii sale, migrația s-a desfășurat în secolul XII, în timpul răscoalei Asăneștilor și a înființării țaratului vlaho-bulgar și după 1241 când Cumania era golită de locuitori. Teza lui a fost reluată de I.C. Eder, care a combătut Supplex Libellus Valachorum și a susținut originea bulgară a românilor. 
Teoria imigraționistă a fost reluată de alți istorici și filologi de la începutul secolului al XIX-lea. Geograful german Eduard Robert Rösler a reluat în 1871 tezele lui Sulzer. Cartea lui s-a bucurat de un succes favorabil în Ungaria, în contextul afirmării națiunii maghiare în urmă succesului încheierii pactului dualist cu austriecii, care a înăbușit succesele politice românești de la mijlocul secolului al XIX-lea. 
Teoria imigraționistă a fost denumită ca teoria lui Roesler, în condițiile disputelor dintre cei care o susținea sau o neagă, până în zilele noastre. 
Conform teoriei rosleriene, Dacia a fost complet părăsită, conform afirmațiilor din Vopiscus sau Eutropius 
Împrumuturile sud-slave din limba română puteau fi luate doar în sud, deoarece în nord trăiau slavi ruteni (nordici). Existența unor cuvinte albaneze în limba română se explică prin conviețuirea românilor cu albanezii în sudul Dunării. Utilizarea limbii bulgare în biserica și stat, inexistența influențelor migrațiilor în limba română, lipsa drepturilor politice pentru românii din Transilvania și asemănarea dintre dialectele daco-român și macedoromân îi atestă teoria. 

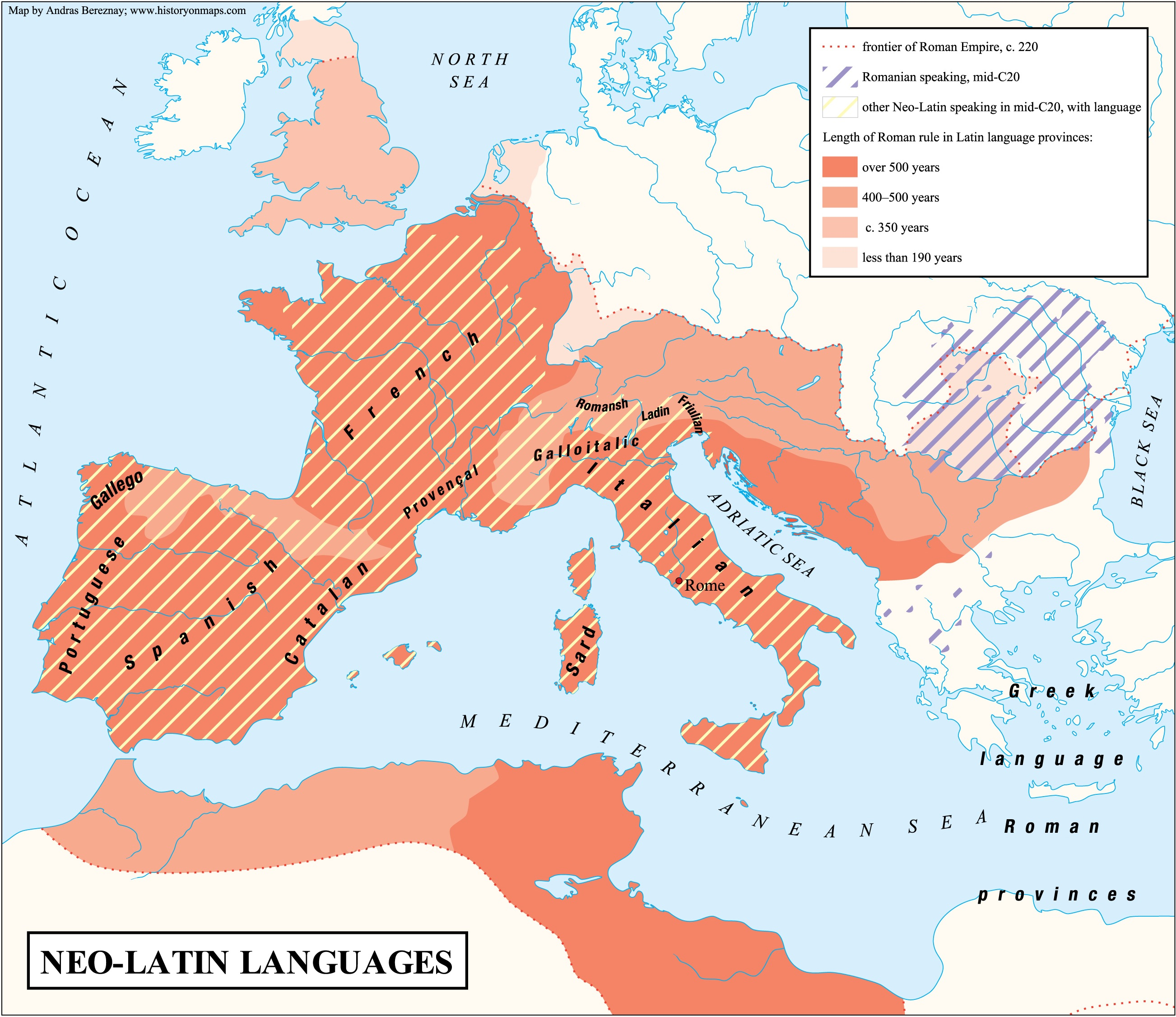
Durata stăpânirii romane și distribuția limbilor romanice. Limba română este singura limbă romanică vorbită în mare parte în teritorii care nu au fost niciodată sub dominația romană sau doar timp de aproximativ 170 de ani.

Toți romanii retrăgându-se la sud de Dunăre în 272-275, Dacia ar fi fost populată exclusiv cu germanici și cu slavi, dar în mod răzleț, așa încât maghiarii ar fi fost, după anul 900, prima populație sedentară în acest teritoriu. 
Toți dacii fiind uciși în bătăliile pentru Dacia, populația ulterioară anului 106 ar fi fost un amestec de coloniști veniți din tot Imperiul Roman, fără substrat local – de unde absența cuvintelor dace în limba română, cele socotite ca atare fiind albaneze. 
Aproape 200 de cuvinte românești sunt comune cu echivalente albaneze. Etimoanele „slave” din limba română provin preponderent din limbile slave meridionale, 1000 de la bulgari și 60 de la sârbo-croați. Dintre graiurile limbii române, cele mai apropiate de limbile aromâniilor, meglenoromânilor și istroromânilor de la sud de Dunăre, sunt cele vorbite în Banat, în valea Timocului și în Oltenia. Aceste elemente din lexicul slav al limbii române, precum și împrumuturile ungurești și nemțești directe de termeni comerciali și organizatorici medievali, prezenți în română, lipsesc în aromână care are, în schimb, împrumuturi directe din limba greacă medievală. În limba română toate împrumuturile din limba greacă medievală sunt trecute prin intermediarul bulgar. Nu există urme de influență germanică în română, deși în secolele V și VI Dacia era locuită sau supusă migrațiilor unor popoare germanice. 
Creștinismul ortodox la români a folosit limba slavonă bisericească, depinzând la origine de patriarhatele Peć, Ohrida și Constantinopol. 
Nu sunt izvoare scrise care să confirme prezența unor populații romanice în Dacia între evacuarea romană și secolul X. Există urme arheologice de populație în această perioadă, dar nu dovezi de netăgăduit că aceste populații erau românofone. 
Istoricii care resping teoria continuității subliniază că numele românești ale râurilor mari arată că românii nu i-au moștenit direct de la strămoșii lor vorbitori de latină. Potrivit lui Vékony, numele românesc al Dunării demonstrează că strămoșii românilor au trăit departe de acest râu, pentru că altfel trebuia să-și fi păstrat numele latin, Danuvius. El subliniază, de asemenea, că ipotetica formă *Donaris nu este atestată în surse scrise și Istros a fost numele original al râului. Potrivit lui Schramm, slavii timpurii au adoptat denumirea est-germanică a Dunării, arătând că o populație predominant gotică locuia pe teritoriul dintre patria slavilor și Dunărea de Jos înainte ca slavii să se apropie de râu în secolul al V-lea. Vékony spune că românii au adoptat numele cuman al râului, Dunay, când au ajuns la Dunăre în timpul expansiunii spre nord în jurul anului 1100.
În viziunea lui Schramm, schimbările fonetice de la „s” la „ʃ” în numele a cinci râuri mari contrazic și teoria continuității, deoarece latina nu conținea această consoană, astfel doar nativii neromanizați puteau să o transmită popoarelor care s-au stabilit în regiunile nord-dunărene după Retragerea Aureliană. În mod similar, istoricul László Makkai spune că schimbarea de la „a” la „o” arată că o populație slavă a mediat numele antice ale celor trei râuri mari către populațiile moderne (inclusiv românii), deoarece această schimbare vocală este atestată în dezvoltarea limbilor slave, dar este străin de română și alte limbi vorbite de-a lungul râurilor. Lingviștii (inclusiv unii susținători ai teoriei continuității) acceptă, de asemenea, o mediere slavă, care este incontestabilă în cazuri specifice.
Numele celor mai lungi afluenți ai râurilor mari din Banat, Crișana și Transilvania au origine germană, maghiară, slavă sau turcă, care au fost adoptate de români. După părerea imigraționistilor, acest fapt demonstrează că prezența slavilor, maghiarilor și sașilor transilvăneni a precedat sosirea românilor care, astfel, au traversat Carpații abia după ce primele grupuri de sași transilvăneni s-au stabilit în sudul Transilvaniei în jurul anului 1150.

#### Contraargumente
În limba română sunt păstrate cuvinte de bază ale religiei creștine de origine latină: Dumnezeu, cruce, creștin, credință, biserică, rugă, rugăciune, cuminecare, a boteza, înger, păgân, Paște, Rusalii, Sân (Sân Petru, Sân Nicoară, Sân Toader, Sânta Maria, Sânziene, Sângeorz); în schimb lipsesc împrumuturile grecești directe de termeni religioși creștini, prezente în aromână: termenii religioși creștini din limba română au fost preluați prin intermediul slavonei.
Faptul că nu sunt urme germanice în română nu este semnificativ, deoarece chiar dacă, așa cum spun „röslerienii” etnogeneza Românilor ar fi început excluziv în sudul Dunării, și acolo a avut loc o conviețuire între romanici și germanici (goți, apoi lombarzi), atestată de descoperirile făcute de arheologii sârbi. 
Cuvintele românești comune cu echivalente albaneze pot fi explicate fie prin moștenirea în comun a unor resturi de lexic daco-moesic (de altfel, unele lexeme românești din substrat nici nu au echivalent în albaneză), fie prin migrația din nord-est spre sud-vest a „dacilor liberi” (mai anume Carpii) izgoniți din Dacia de Huni, Slavi și Avari, fie datorită influenței cultural-lingvistice a aromânilor autohtoni asupra albanezilor.
Izvoarele care nu menționează populația romanică din nordul Dunării, nu menționează nici populația romanică din peninsula Balcanică, și nicio cronică nu menționează vreo migrație de populații romanice din Balcani înspre teritoriile nord-dunărene românești; singurele migrații atestate de surse sunt strămutarea unor populații romanice din nord-vestul peninsulei balcanice (deci din Panonia de sud) înspre est, din ordinul dat de un han avar (așadar, înainte de venirea ungurilor în Panonia) și un schimb de populație din anul 976 între Imperiul Bizantin și regatul cehoslovac al Moraviei Mari, relatat de cronicarul bizantin Ioan Skylitzes: alungați de împăratul Vasile al II-lea căruia i se opuseseră, "Vlahii" din valea Margăi au fost stabiliți în Vlahia moravă, fiind înlocuiți în locurile lor de baștină cu Sârbi albi care denumiră râul și valea: Morava (în centrul actualei Sârbii).
Lipsa izvoarelor istorice care să vorbească despre proto-românii de la nord de Dunăre dintre secolele III (secolul în care are loc retragerea aureliană din Dacia Romană) și X (secolul venirii ungurilor mongolici în Europa) se datorează faptului că cronicarii și istoricii greco-romani ai acelor vremuri erau mai preocupați în a consemna numele stăpânilor/conducătorilor năvălitori și războinici ai regiunii respective decât a relata despre populația nativă, pașnică și cotropită a regiunii respective, deoarece cum lumea greco-romană era îngrozită de năvălirile migratorilor care invadau Imperiul Roman și mai târziu Bizantin, era firesc ca migratorii să reprezinte subiectul știrilor și a cronicilor istoricilor, aceștia din urmă fiind interesați să vadă cum se vor sfârși lucrurile, dar nefiind interesați foarte tare de populația autohtonă și cotropită (de către migratori) a Daciei. Chiar și așa, există izvoare istorice care atestă prezența proto-românilor la nord de Dunăre între secolele III-X, cum ar fi: 
- Lucrarea Strategikon din secolul VI a împăratului bizantin Mauricius, care atestă prezența proto-românilor pe teritoriul fostei Dacii, menționați sub numele de "romani";
- Lucrarea "Istorii" dintre secolele V-VI a istoricului bizantin Theofilact din Simocatta, care relatează despre episodul îndemnului în proto-română "Torna, torna, fratre!" rostit de către un soldat din armata bizantină în timpul unei campanii împotriva avarilor, în apropierea munților Haemus (din nordul Bulgariei, deci în apropiere de România) în anul 587. Despre acest subiect va scrie puțin mai târziu (secolul VII) și istoricul bizantin Teofan Mărturisitorul.
- Epopeea eroică germană Cântecul Nibelungilor, în care se relatează faptul că la nunta regelui hun Attila (secolul V) cu prințesa germană Grimhilda este invitat și ducele (herzog în limba germană) român Ramunc (explicat de A. D. Xenopol ca transformarea germană a numelui Roman) „din Țara Valahilor” (Wallachenland, teritoriul actual al României), care sosește alături de 700 de însoțitori români.

Multe râuri mici – toate mai scurte de 100 de kilometri – și pârâuri poartă un nume de origine română. Majoritatea acestor cursuri de apă se desfășoară în regiunile muntoase. Pe baza numelui Repedea pentru cursul superior al râului Bistrița (ambele nume înseamnă „rapid” în română și, respectiv, slavă), Nandris scrie că traducerile din română în slavă ar putea crea, de asemenea, hidronime românești. Madgearu mai spune că Bistrița este „cel mai probabil o traducere” a formei românești Repedea. În opinia sa, distribuția numelor râurilor românești „coincide cu cea a unei serii de trăsături craniene arhaice în zona Munților Apuseni”, ceea ce dovedește prezența timpurie a unei populații de limbă română în regiunile muntoase ale Transilvaniei. Adoptarea de către români a numelor slave în cazurile în care o așezare poartă nume paralele maghiare sau germane și slave demonstrează că românii și slavii trăiseră împreună în aceleași așezări, deja înainte de sosirea maghiarilor la sfârșitul secolului al IX-lea.
Lingviștii Oliviu și Nicolae Felecan spun că „păstrarea numelor râurilor din Antichitate până astăzi este unul dintre cele mai solide argumente” în favoarea teoriei continuității, deoarece aceste nume trebuie să fi fost „transmise neîntrerupt” de la daci la romani și apoi la daco-romani. Sala afirmă, de asemenea, că formele românești ale unor nume de râuri antice „sunt un argument concludent” pentru teoria continuității.
Existența unor toponime de origine slavă și maghiară (din slavă: Bistrița, Târnava, Jiu; din maghiară: Arieș, Lăpuș, Sebeș) pe teritoriul României nu contrazice teoria continuității, ci se datorează conviețuirii populației romanizate cu slavii și maghiarii. În mod similar, în Spania și Portugalia putem găsi un număr foarte mare de toponime care fie au fost intermediate de limba arabă (latină Aurīcum → arabă al-Uriq → portugheză Ourique; latină Olissipo → arabă al-Ushbūna → portugheză Lisabona;  latină Caesar Augusta → arabă Saraqusta → spaniolă Zaragoza; latină Murtia → arabă Mursiyya → spaniolă Murcia), fie provin direct din arabă (al-Mariyya, „turn de veghe” → Almería; Wādī al-Kabīr „Marele Râu” → Guadalquivir, Jabal Ṭāriq „Muntele lui Tariq” → Gibraltar).
Deoarece dacii sunt atestați nu numai în Dacia, ci și în teritoriile vecine ale statului roman (Dacia Ripensis, Dacia Mediterranea, Moesia, Dardania, Scythia minor), unii făcând chiar carieră militară, este clar că dacii nu au „pierit în întregime”, fără să mai vorbim de populația numită „dacii liberi” (carpii și costobocii), dintre care o parte au trecut în împeriu la sosirea Hunilor.
Se cunosc, din diverse izvoare istorice și mai ales din diplomele militare găsite pe toată întinderea Imperiului Roman, 15 corpuri de trupă auxiliare formate din daci pe vremea împăratului Traian și a succesorilor acestuia. Se pot aminti: cohors I Ulpia Dacorum (formată în timpul lui Traian), ala I Ulpia Dacorum (formată în timpul lui Traian), cohors I Aelia Dacorum (formată în timpul lui Hadrian) și cohors VI nova Cumidavensium Alexandriana (formată în timpul lui Severus Alexander, din soldați daci recrutați din zona Cumidavei, Râșnovul de azi). 
Alte contraargumente:
- Răspândirea creștinismului la nord de Dunăre, fără ca factorul politic să intervină, este atestată de numeroase obiecte creștine descoperite, precum cele de la Biertan (fragment dintr-un donariu de bronz din secolul al IV-lea, cu inscripția „Ego Zenovius votum posui’ („eu Zenovius am făcut această ofrandă”), al cărui disc conține monograma lui Hristos), Porolissum (templu păgân, transformat în lăcaș creștin), Apulum, Drobeta, inscripții cu martiri creștini daco-romani. Astfel, putem afirma că față de popoarele din jurul Daciei, poporul român s-a născut creștin în mod spontan, odată cu formarea romanității, slavii împrumutând, prin amestecul cu populația romanică sud-dunăreană, religia creștin-ortodoxă.
- Prezența unor cronici și inscripții ce atestă prezența soldaților de origine dacă și în alte provincii ale Imperiului Roman, cum ar fi Britannia.
- Răscoale repetate ale dacilor împotriva ocupației romane, atestate în cronici, cum ar fi cea din 117 d.Hr.
- Tezaurele monetare (a căror acumulare începe înainte de retragerea aureliană) și descoperirile arheologice (așezări și necropole, ritualuri dacice, inscripții precum cea de la Tomis din secolul III: „Eu, Skirtos, dacul de condiție liberă…”; obiecte de origine dacică, precum vasele dacice din secolele II-III descoperite la Romula, așezare colonizată masiv cu veterani romani) sunt dovezi ale continuității daco-romane.
- Cronicile Gesta Hungarorum a cronicarului maghiar anonim și Cronica lui Nestor, ambele menționându-i pe români ca locuind pe actualul teritoriu al României, sunt izvoare demne de crezare, infirmând ipoteza teoriei roesleriene.
- O altă dovadă a prezenței proto-românilor la nord de Dunăre, între secolele III și X, o constituie și existența culturii Dridu de origine proto-română, din aceeași perioadă, desigur cu unele influențe slave și germane.

Există o teorie derivată care, conform unor teze publicate în Grecia, romanicii sud-dunăreni nu ar fi traci romanizați, ci greci romanizați, iar românii, trăgându-se din romanicii sud-dunăreni, ar fi la rândul lor de origine inițial elină.
Dar teoriile elinocentriste conform cărora toți romanicii răsăriteni ar fi de origine greacă nu sunt recunoscute în lumea științifică pe plan internațional, impedimentul de căpătâi fiind împrejurarea că în sud-estul Europei nu este atestată nicio romanizare a grecilor pe vremea acestuia (dimpotrivă, romanicii se elenizau, iar Imperiul Roman de Răsărit era în fază avansată de (re)grecizare încă din timpul lui Iustinian I, în sec. al VI-lea).

### Teoria continuității în tot bazinulDunăriide Jos
Este teoria adoptată de numeroși istorici români actuali, în frunte cu Florin Constantiniu, dar încă din prima jumătate a secolului XX, a fost susținută de Theodor Capidan, Constantin Daicoviciu, Nicolae Iorga și Vasile Pârvan. Etnogeneza proto-românilor prin romanizarea Tracilor (Dacii fiind, după Herodot, partea de nord a Tracilor și „cei mai viteji dintre Traci”) a avut loc pe ambele maluri ale Dunării, între frontiera de nord a Imperiului și Linia Jireček, indiferent de durata dominației romane. Separarea Daco-Românilor nord-dunăreni de Istro-Românii, Aromânii și Megleniții sud-dunăreni nu provine din migrații ale proto-românilor, ci din imigrația în zonă a Slavilor, care au izolat diferitele populații est-romanice unele de celelalte, ceea ce explică diferențele observate între cele patru limbi romanice orientale. Nicolae Iorga denumea bazinul Dunării de Jos: „Vatra străromână”.

#### Argumente pentru

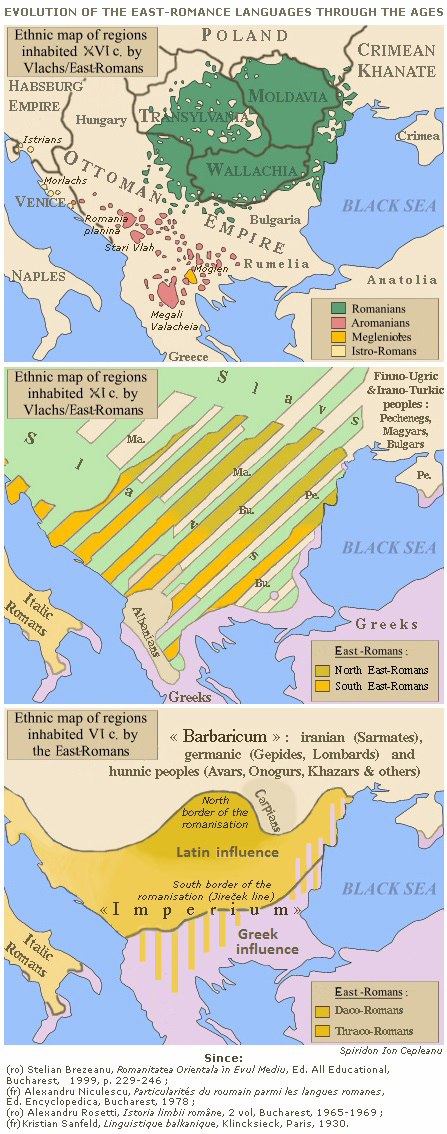
Evoluția istorică a limbilor romanice orientale după majoritatea autorilor.

Geto-dacii au fost o populație tracică de limbă indo-europeană din grupul satem (limba latină fiind din grupul centum) care trăia în bazinele Dunării de jos și al Mariței, corespunzătoare împărțirilor administrativ-teritoriale „Diocesis Thraciae” și „Diocesis Daciae”. În aceste regiuni întinse, populația romanică s-a aflat în interiorul statului roman timp de circa șase secole la sud (în contrast cu perioada scurtă de 165 de ani în cazul Daciei nord-dunărene), fără ca schimburile comerciale, transhumanța și amestecul populațiilor să fi încetat, așa cum o dovedesc tezaurele, patronimele din inscripții și izvoarele vremii.
Campaniile în Dacia Traiana ale împăratului roman Constantin, podul construit peste Dunăre în 328 între Sucidava și Oescus, reanexarea unei părți a Daciei Traiana de către Constantin cel Mare, faptul că titlul Dacicus Maximus luat de Constantin în 336 e.n. dovedește o reînnoire a unui anumit control al imperiului roman în Dacia Traiana  sunt elemente mai puțin incluse în argumentele pro și contra.
Lingviștii Skok și Konstantin Jireček au determinat că romanizarea s-a produs cu precădere la nordul unei linii pornind din actuala Albanie (parte din fostul „Diocesis Illyricum”, slab romanizată) și trecând prin Macedonia, regiunea Serdica (actuala Sofia), Munții Haemus (actualii Balcani și Scythia minor (Dobrogea). La sud de această linie, Tracii s-au elenizat. Prin urmare, limba romanică orientală, numită de lingviști protoromână, s-a vorbit la nord de linia Jiřeček până la limita extrem nordică a transhumanței păstorilor romanici, limită care până în secolul XI est imposibil de determinat cu precizie, dar istoricii presupun că includea cea mai mare parte a actualei Românii.
Cronicarii bizantini Teofan Spovednicul și Teofilact din Simocatta atestează că în sec. VI, populația romanică era prezentă în imperiu. Astfel, continuitatea populației latinofone din bazinul Dunării de Jos este atestată, chiar dacă nu i se poate defini o arie de răspândire precisă și fixă înainte de sec. XI. Imposibil de asemenea de determinat procentul populației romanice printre celelalte în diferitele teritorii, dar Theodor Capidan, Constantin Daicoviciu, Constantin C. Giurescu, Nicolae Iorga și Alexandru Xenopol au presupus-o majoritară în jurul marilor masive muntoase, unde se putea refugia în caz de primejdie și unde practica păstoritul, aceasta atât în sudul cât și în nordul Dunării de jos.
Fenomene similare de supraviețuire a unor populații romanice în jurul unor masive muntoase-refugiu s-au produs în aceeași epocă și în apus (masivele Ardeni și Vosges, munții Alpi), unde populațiile respective au fost denumite de germanici: valcheren, wallons, welschen (toate aceste etnonime având etimon comun cu termenul „Walh”).
Diferențierea limbii romanice orientale în mai multe ramuri, socotite de unii lingviști dialecte ale limbii române, iar de alții limbi de sine-stătătoare, se explică prin izolarea diferitelor populații romanice, acestea fiind sedentare și nu migratoare: la nord de Dunăre, în valea Timocului și în Dobrogea, apare dialectul daco-român, iar la sud de Dunăre: aromâna, meglenoromâna și istroromâna. Procesul de diferențiere, care nu necesită premisa unor migrații neatestate și explică diferențele lingvistice și toponimia, este similar cu procesele din aceeași epocă în alte arii de răspândire a limbilor romanice, cum sunt spațiul iberic, spațiul galic și spațiul italic.
- Toponimia denumirilor incluzând radicalul „Vlah” sau „Roman” (Romanja Planina, Vlahata, Vlahina, Vlăhița, Blahnița, Vlahoclisura, Vlăsia, Vlașca, Vlașina, Stari Vlah, Vloh, ș. a., arată prezența „Vlahilor” în sec. IX-XIII pe o largă arie de răspândire atât în nordul cât și în sudul Dunării, chiar dacă nu erau peste tot majoritari și chiar dacă erau amestecați cu alte populații.

Până în secolele XVIII-XIX, în teritoriile sud-Dunărene, care în antichitate erau provinciile Moesia, Dacia Ripensis, Dacia Mediterranea, chiar și în Dardania (Kosovo și Bosnia) a existat o populație daco-românească (și nu aromână) numeroasă, încă nesârbizată și nebulgarizată, înregistrată ca atare în scripte, mai ales cele otomane. Românii din Banatul sârbesc și cei din regiunea Timocului sunt resturi ale românimii sud-dunărene care a vorbit și vorbește graiuri din dialectul daco-român. Au fost și grupuri mai îndepărtate, spre Bosnia și Croația, dar lingvistic practic asimilate în masa vorbitorilor de sârbo-croată. Numai părinții și bunicii născuți la debutul sec. XX mai știau românește. Unii urmași știu doar că dincolo de apartenența la ethnos-ul sârb au ascendență română. Persistența nomadismului „Vlahilor” și a transhumanței lor pastorale până la sfârșitul secolului XIX, arată că migrații mai timpurii sunt probabile (dar nu numai într-un sens, ci pendular). Un oarecare interes a început să (re)apară în mass-media din România abia după 1995. Aceasta este teoria alternativă a continuității, susținută în România de către o parte crescândă dintre cercetătorii moderni.

#### Contraargumente
Multe lucrări din străinătate nu admit o etnogeneză pe un teritoriu atât de larg, ci propun zone mult mai reduse, în general în sudul României de astăzi, pe baza contraargumentelor următoare:
- Frecvența și violența năvălirilor și a războaielor dintre popoarele migratoare și Imperiul Bizantin (de exemplu cele purtate de împăratul Vasile al II-lea).
- Diferențierea tardivă (secolul al XII-lea) a limbilor romanice orientale în mai multe ramuri, care arată fie o populație sedentară dar într-o arie geografică comună mai restrânsă, undeva în nordul sau în sudul Dunării, sau de-a lungul fluviului (majoritatea autorilor o situează în jurul Porților de Fier, în Serbia de nord-est, Bulgaria de nord-vest și România de sud-vest), fie o populație nomadă, mai puțin numeroasă dar specifică, vorbitoare a protoromânei ca „lingua franca” și în mare parte endogamă[36] trăind din păstoritul transhumant (teoria lui Robert Magocsi[37]).

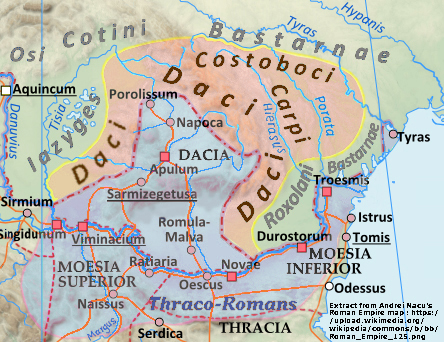
Albastru: tracii romanizați; ruginiu: dacii liberi.
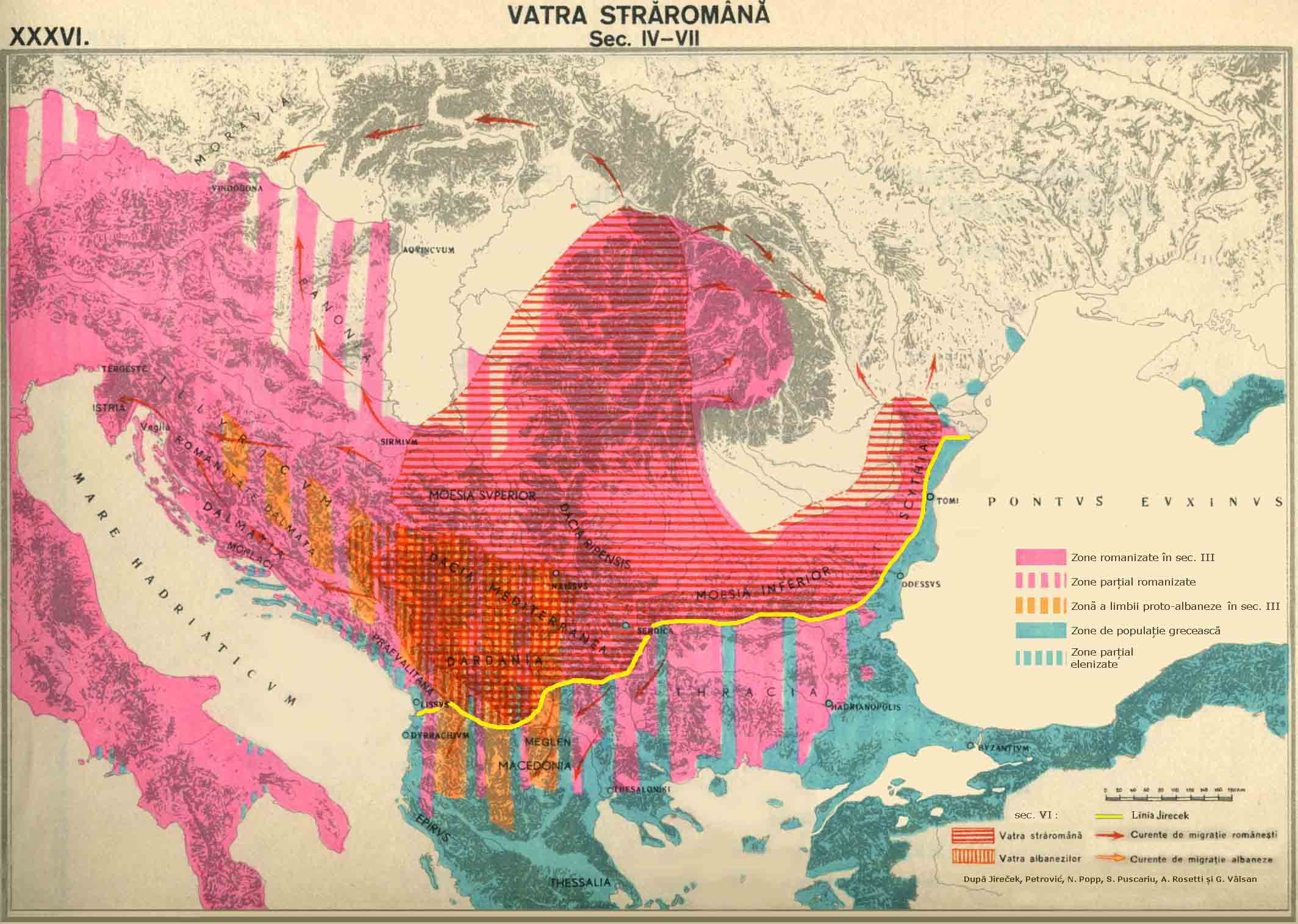
Vatra străromână, după Jireček, Petrović, Popp, Pușcariu și Rosetti, redesenată după Mircea Cociu: Spațiul etnic românesc", ed. Militară, București 1993, ISBN 973-32-0367-X
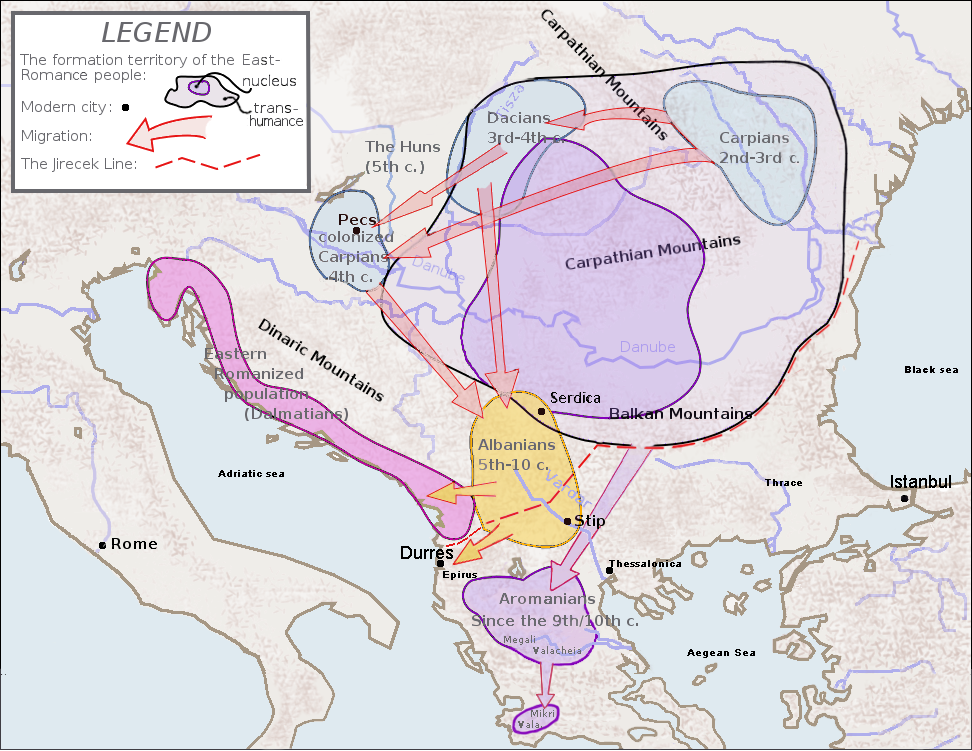
Hartă a etnogenezei Românilor și Albanezilor conformă ipotezelor „Vetrei străromâne în jurul Porților de Fier” și „Carpilor ca strămoși ai Albanezilor”.
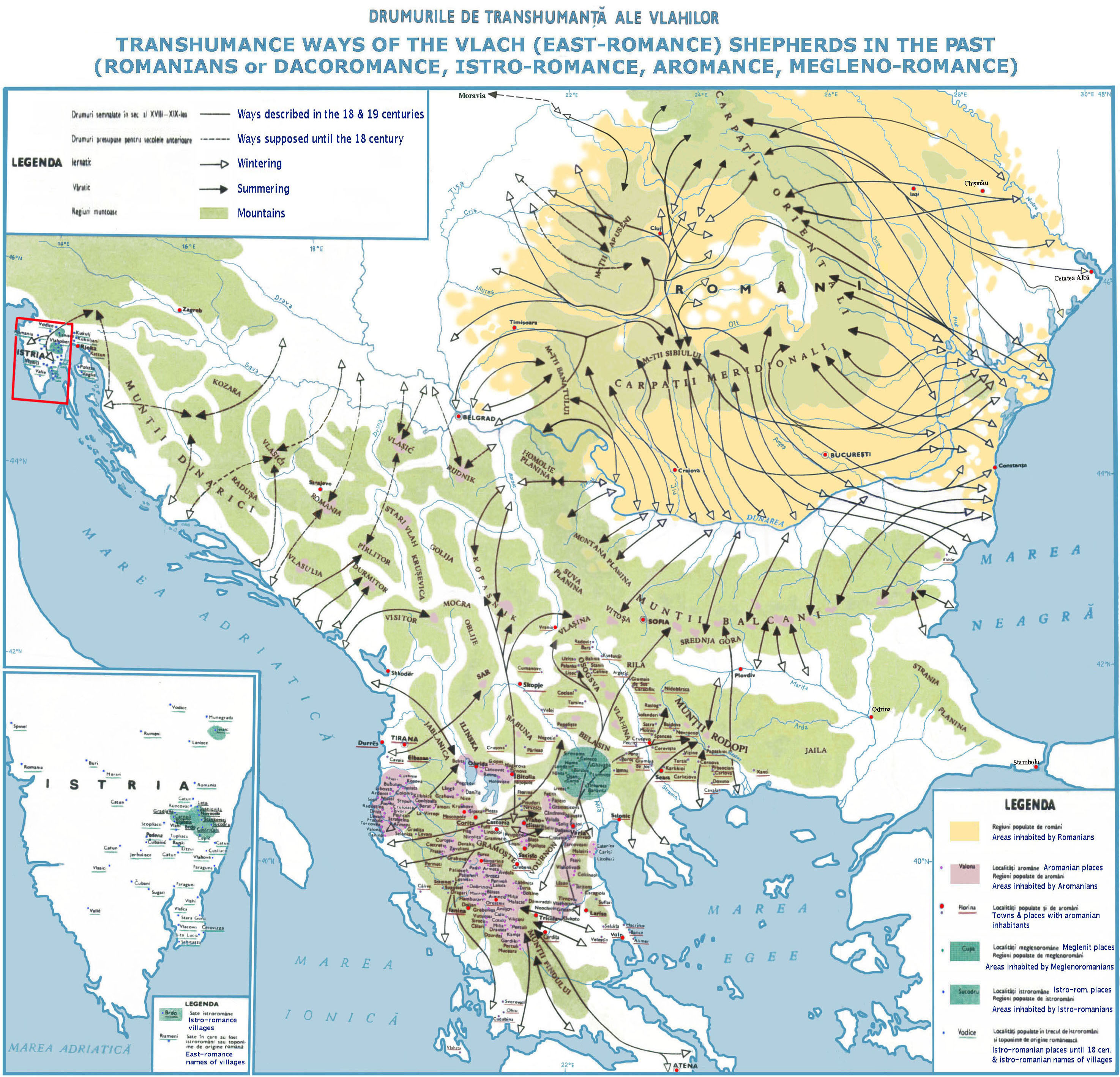
Drumurile („pârtiile”) tradiționale de transhumanță ale „Vlahilor”.
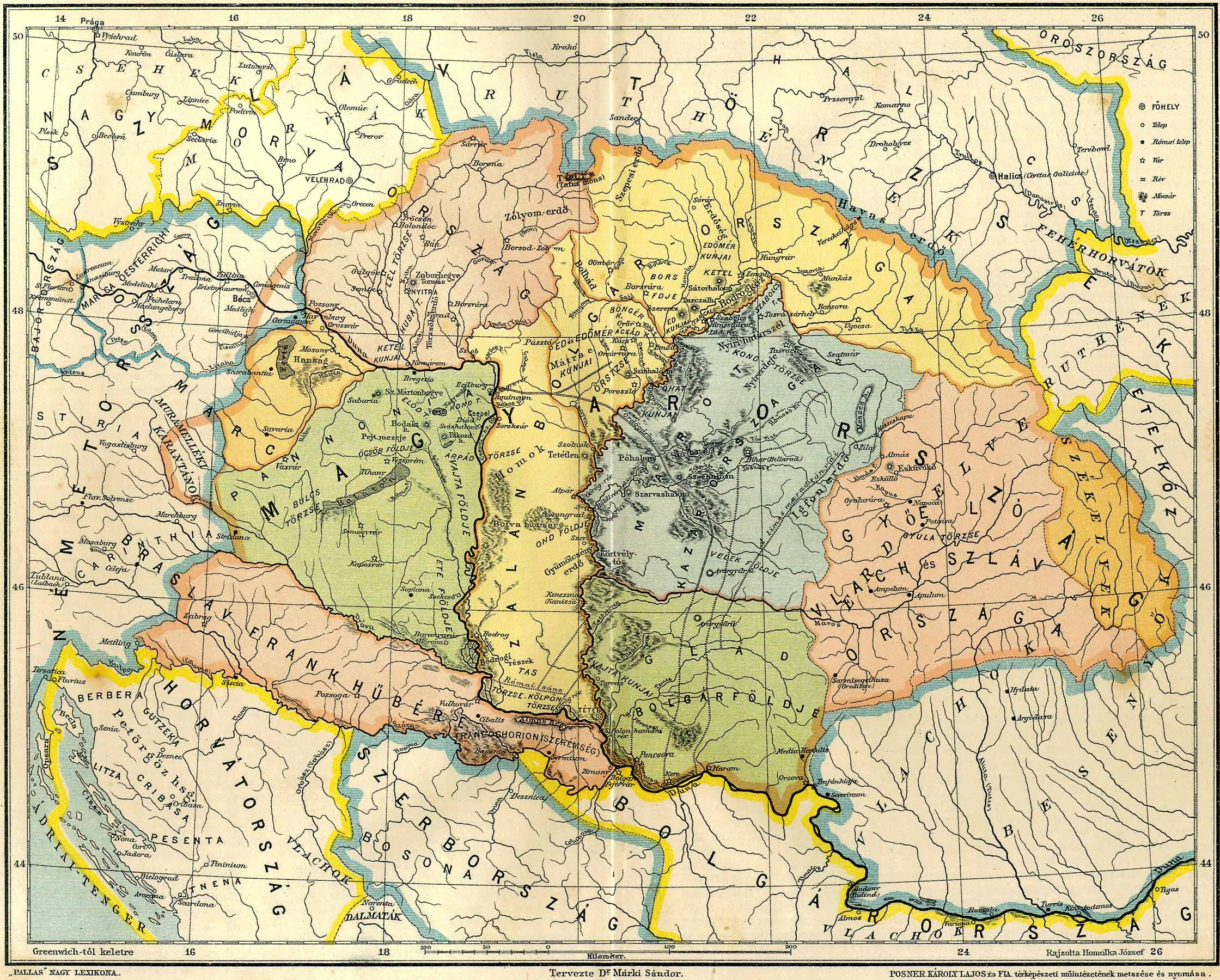
Hartă ungurească ilustrând „Gesta hungarorum”.
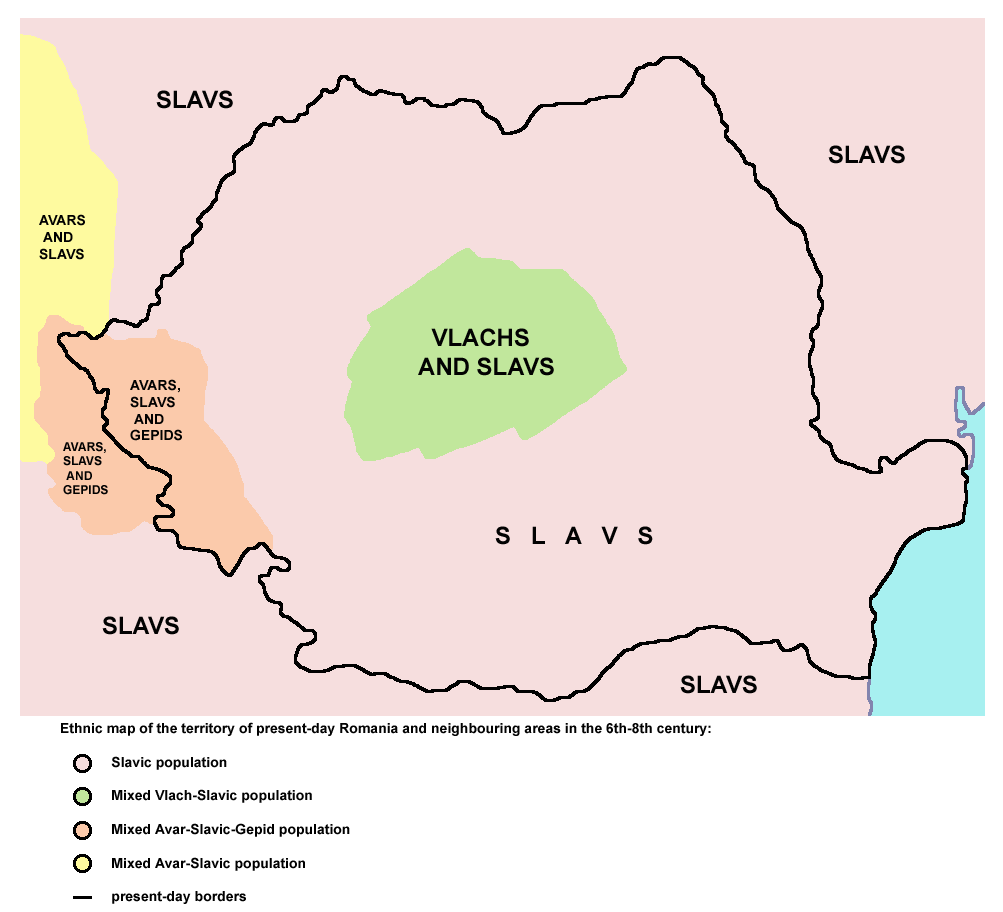
Hartă din « Školski istorijski atlas, Zavod za izdavanje udžbenika SR Srbije », Belgrad 1970, care propune Transilvania de sud ca unică zonă de etnogeneză a Românilor.